# العلاقات البنينية اللوكسمبورغية
العلاقات البنينية اللوكسمبورغية هي العلاقات الثنائية التي تجمع بين بنين ولوكسمبورغ.

## مقارنة بين البلدين
هذه مقارنة عامة ومرجعية للدولتين:
| وجه المقارنة                                              | بنين            | لوكسمبورغ                                                     |
| --------------------------------------------------------- | --------------- | ------------------------------------------------------------- |
| المساحة (كم2)                                             | 114.76 ألف      | 2.59 ألف                                                      |
| عدد السكان (نسمة)                                         | 11.18 مليون     | 599.45 ألف                                                    |
| الكثافة السكانية (ن./كم²)                                 | 97.42           | 231.45                                                        |
| العاصمة                                                   | بورتو نوفو      | لوكسمبورغ                                                     |
| اللغة الرسمية                                             | لغة فرنسية      | اللغة اللوكسمبورغية، لغة فرنسية، اللغة الألمانية              |
| العملة                                                    | فرنك غرب أفريقي | يورو، فرنك لوكسمبورغ                                          |
| الناتج المحلي الإجمالي (بليون دولار)                      | 9.27 مليار      | 62.40 مليار                                                   |
| الناتج المحلي الإجمالي (تعادل القوة الشرائية) بليون دولار | 22.38 مليار     | 58.13 مليار                                                   |
| الناتج المحلي الإجمالي الاسمي للفرد دولار أمريكي          | 762             | 101.45 ألف                                                    |
| الناتج المحلي الإجمالي للفرد دولار أمريكي                 | 2.03 ألف        | 101.93 ألف                                                    |
| مؤشر التنمية البشرية                                      | 0.480           | 0.892                                                         |
| رمز المكالمات الدولي                                      | +229            | +352                                                          |
| رمز الإنترنت                                              | .bj             | .lu                                                           |
| المنطقة الزمنية                                           | ت ع م+01:00     | توقيت وسط أوروبا، ت ع م+01:00، ت ع م+02:00، أوروبا/لوكسمبورج ‏ |

## منظمات دولية مشتركة
يشترك البلدان في عضوية مجموعة من المنظمات الدولية، منها:
| علم المنظمة | اسم المنظمة                               | تاريخ انضمام بنين | تاريخ انضمام لوكسمبورغ |
| ----------- | ----------------------------------------- | ----------------- | ---------------------- |
|             | مؤسسة التنمية الدولية                     | 16 سبتمبر 1963    | 4 يونيو 1964           |
|             | يونسكو                                    | 18 أكتوبر 1960    | 27 أكتوبر 1947         |
|             | وكالة ضمان الاستثمار متعدد الأطراف        | 26 سبتمبر 1994    | 29 أغسطس 1991          |
|             | الأمم المتحدة                             | 20 سبتمبر 1960    | 24 أكتوبر 1945         |
|             | الاتحاد البريدي العالمي                   | ?                 | ?                      |
|             | البنك الدولي للإنشاء والتعمير             | 10 يوليو 1963     | 27 ديسمبر 1945         |
|             | الاتحاد الدولي للاتصالات                  | 1961              | 2 مارس 1866            |
|             | منظمة حظر الأسلحة الكيميائية              | ?                 | ?                      |
|             | مؤسسة التمويل الدولية                     | 5 فبراير 1987     | 4 أكتوبر 1956          |
|             | المركز الدولي لتسوية المنازعات الاستشارية | 14 أكتوبر 1966    | 29 أغسطس 1970          |
|             | منظمة التجارة العالمية                    | ?                 | ?                      |
|             | منظمة الشرطة الجنائية الدولية             | ?                 | ?                      |
|             | البنك الإفريقي للتنمية                    | ?                 | ?                      |

## وصلات خارجية
- موقع وزارة الخارجية البنينية
- موقع وزارة الخارجية اللوكسمبورغية